# Хрисанта Патерова
Хрисанта (Риса) Патерова е българска обществена деятелка и дарителка от Македония.

## Биография
Родена е в 1862 година в костурското село Загоричани, тогава в Османската империя. Остава сираче още като малка и е осиновена от видния родолюбец Киро Патеров. Хрисанта по-късно се омъжва за друг осиновен от Киро Патерво сирак - Христо. Хрисанта наследява много имоти, сред които е популярният сред българското население в Солун Патера хан. В хана намират подслон бедни и изпаднали в нужда хора от цяла Македония. След Балканските войни и попадането на цяло Костурско в пределите на Гърция, Хрисанта бяга в България и се установява в София. В 1931 година Риса Патерова прави голямо дарение в размер от 295 300 лева за спомагане на децата бежанци от Македония. Дарението е направено от нейно и от името на починалия ѝ вече съпруг. Целта на дарението е да се учреди благотворителен фонд, чийто капитал да бъде увеличен до 500 000 лева и с лихвите да се подкрепят материално бедни, но даровити деца от Костурско и Леринско, които искат да учат. С част от капитала Риса Патерова възнамерявала да се построи българско училище в Загоричани върху разрушените от гърците къщи на семейство Патерови, а самото училище да носи името на съпруга ѝ. Дарени са и две еднократни суми от 10 000 и 8000 лева - на Костурското братство и на Леринското братство в София. Дарението е прието от Светия синод на 5 ноември 1931 година и учредява фонда. След политическите промени от 9 септември 1944 година обаче фондът спира благотворителната си дейност.
Хрисанта Патерова умира на 27 март 1937 година. Завещава всичките си имоти в София на управляваното от Македонското женско благотворително дружество сиропиталище в София „Битоля“. Дарените имоти включват къща и дворно място и са оценени на стойност около 1 милиона лева.